# Shamala grandis
Shamala grandis är en insektsart som beskrevs av Irena Dworakowska 1981. Shamala grandis ingår i släktet Shamala och familjen dvärgstritar. Inga underarter finns listade i Catalogue of Life.